# Malonil-CoA

Estructura química del malonil-CoA.

El malonil-CoA (malonil coenzima A) es una molécula que se forma de la carboxilación de un acetil-CoA por parte del complejo enzimático acetil-CoA carboxilasa; este grupo carboxilo procede del bicarbonato.
Esta es la primera reacción y la etapa limitante de la biosíntesis de ácidos grasos, es dependiente de biotina y consume ATP.
Además, la malonil-CoA se forma a partir del ácido malónico por la malonil-CoA sintetasa (ACSF3) en el primer paso de la biosíntesis mitocondrial de ácidos grasos (mtFASII).

## Biosíntesis
El malonil-CoA se forma a partir de acetil-CoA y de bicarbonato, reacción que consume ATP y que está catalizada por la acetil-CoA carboxilasa, enzima que requiere biotina como cofactor:

## Enfermedades
El malonil-CoA desempeña un papel especial en la eliminación mitocondrial del ácido malónico tóxico en el trastorno metabólico aciduria malónica y metilmalónica combinada (CMAMMA). En la CMAMMA, debido a la deficiencia de ACSF3, está disminuida la malonil-CoA sintetasa, que puede generar malonil-CoA a partir de ácido malónico, que a su vez es convertido en acetil-CoA por la malonil-CoA descarboxilasa. Por el contrario, en la CMAMMA, debido a la deficiencia de malonil-CoA descarboxilasa, la malonil-CoA descarboxilasa está reducida, lo que convierte el malonil-CoA en acetil-CoA.
{\displaystyle \mathrm {{\acute {A}}cido\ mal{\acute {o}}nico+CoA+ATP\ {\xrightarrow[{ACSF3}]{Malonil{-}CoA\ sintetasa}}\ Malonil{-}CoA\ {\xrightarrow[{MLYCD}]{Malonil-CoA\ descarboxilasa}}\ Acetil{-}CoA} }